# Dança da Festa de verão
Midsommardans (em português:  Dança da Festa de Verão) é uma pintura realizada pelo artista sueco Anders Zorn em 1897. 

A obra está exposta no Museu Nacional de Belas-Artes (Nationalmuseum) em Estocolmo.